# ألبرت يوجين غالاتين
ألبرت يوجين غالاتين (بالإنجليزية: Albert Eugene Gallatin) هو فنان ورسام أمريكي، ولد في 23 يوليو 1881 في فيلانوفا ‏ في الولايات المتحدة، وتوفي في 15 يونيو 1952 في نيويورك في الولايات المتحدة.

## وصلات خارجية
- ألبرت يوجين غالاتين على موقع أوليمبيديا (الإنجليزية)